# St. Katharina (Niederlauer)

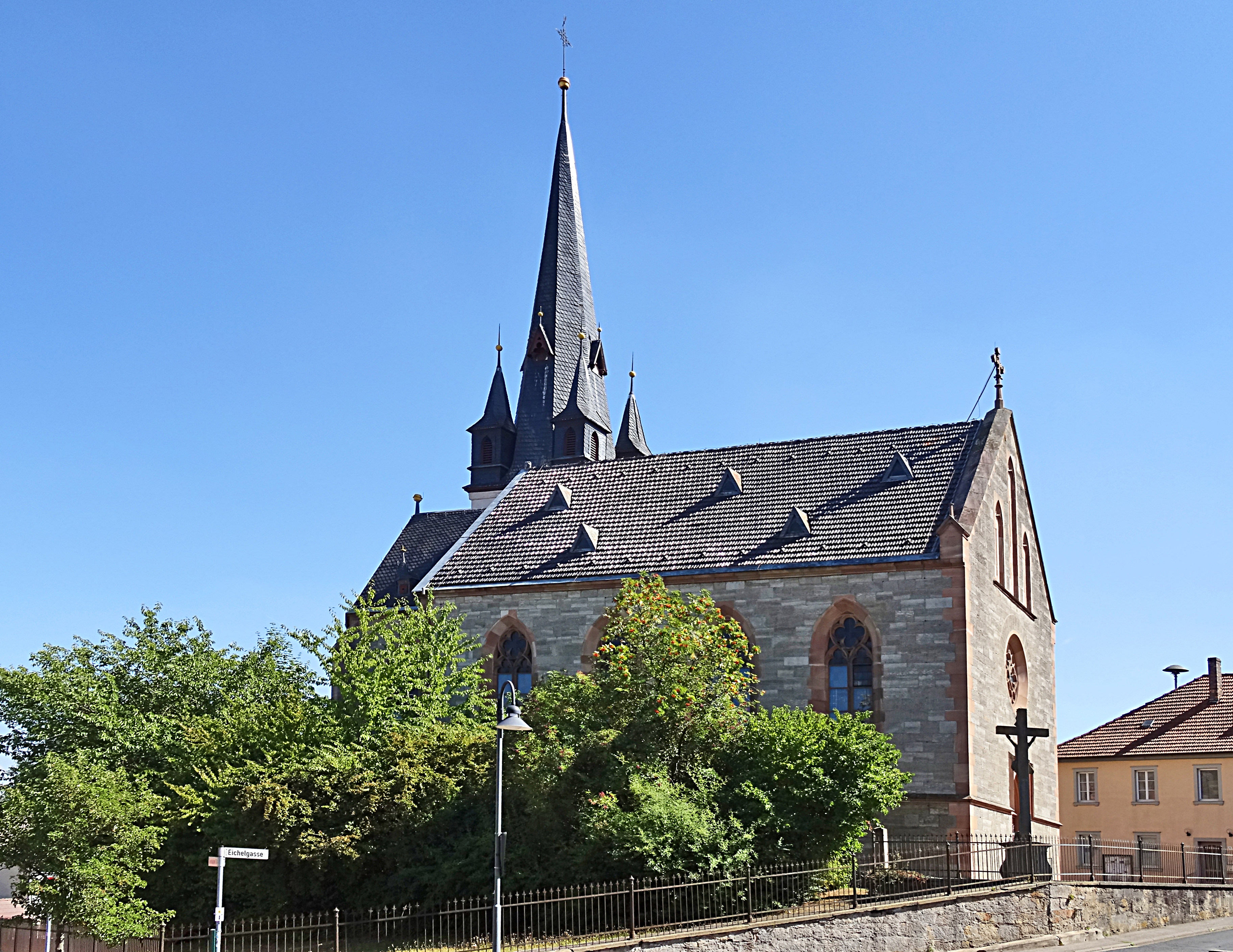
Nordwest-Ansicht

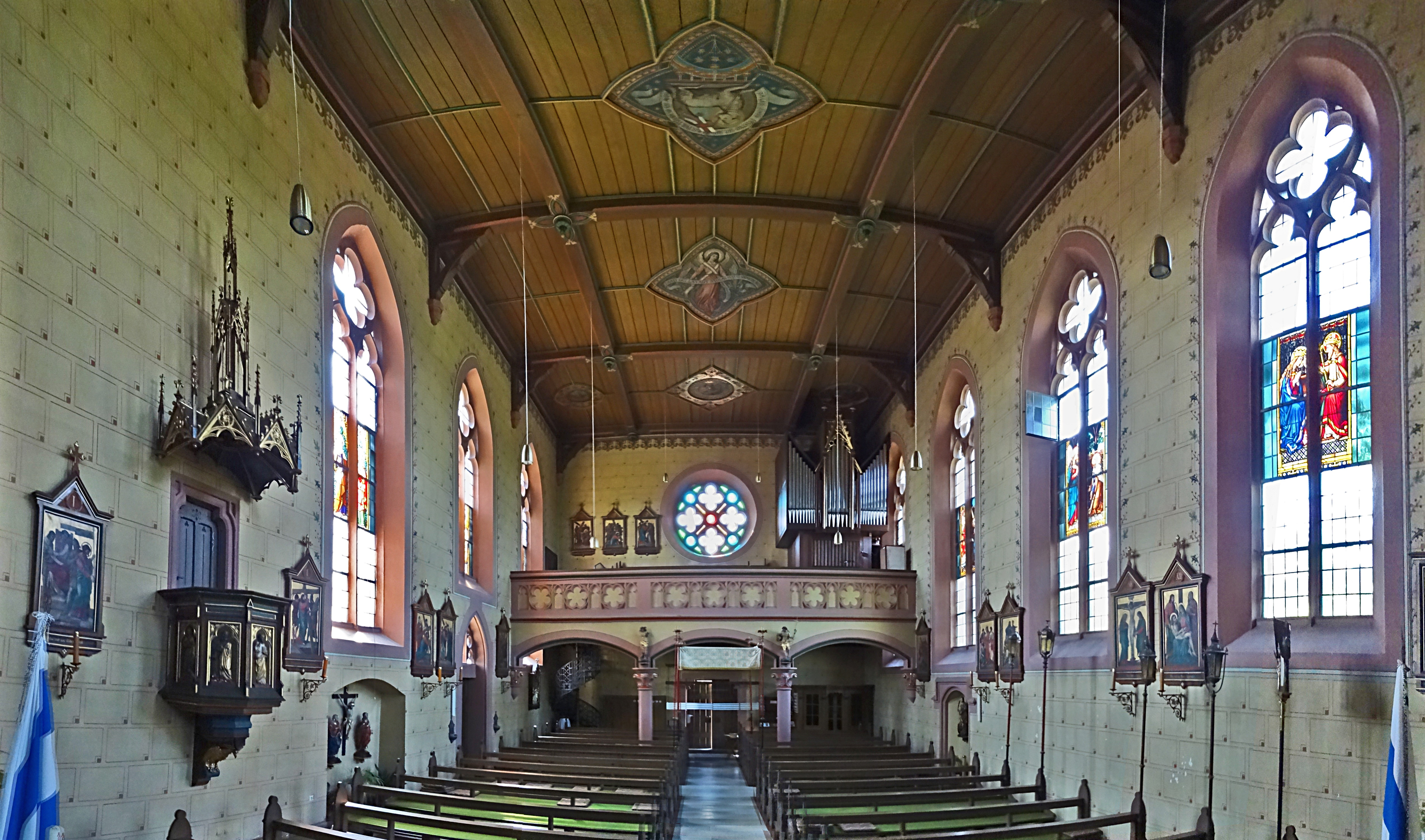
Blick zur Orgelempore

Die römisch-katholische Kirche St. Katharina ist die Pfarrkirche von Niederlauer im unterfränkischen Landkreis Rhön-Grabfeld. Sie gehört zu den Baudenkmälern von Niederlauer und ist zusammen mit den Resten der Kirchhofmauer, der Pietà und dem Steinkreuz in der Kirchgasse unter der Nummer D-6-73-146-19 in der Bayerischen Denkmalliste registriert.

## Geschichte

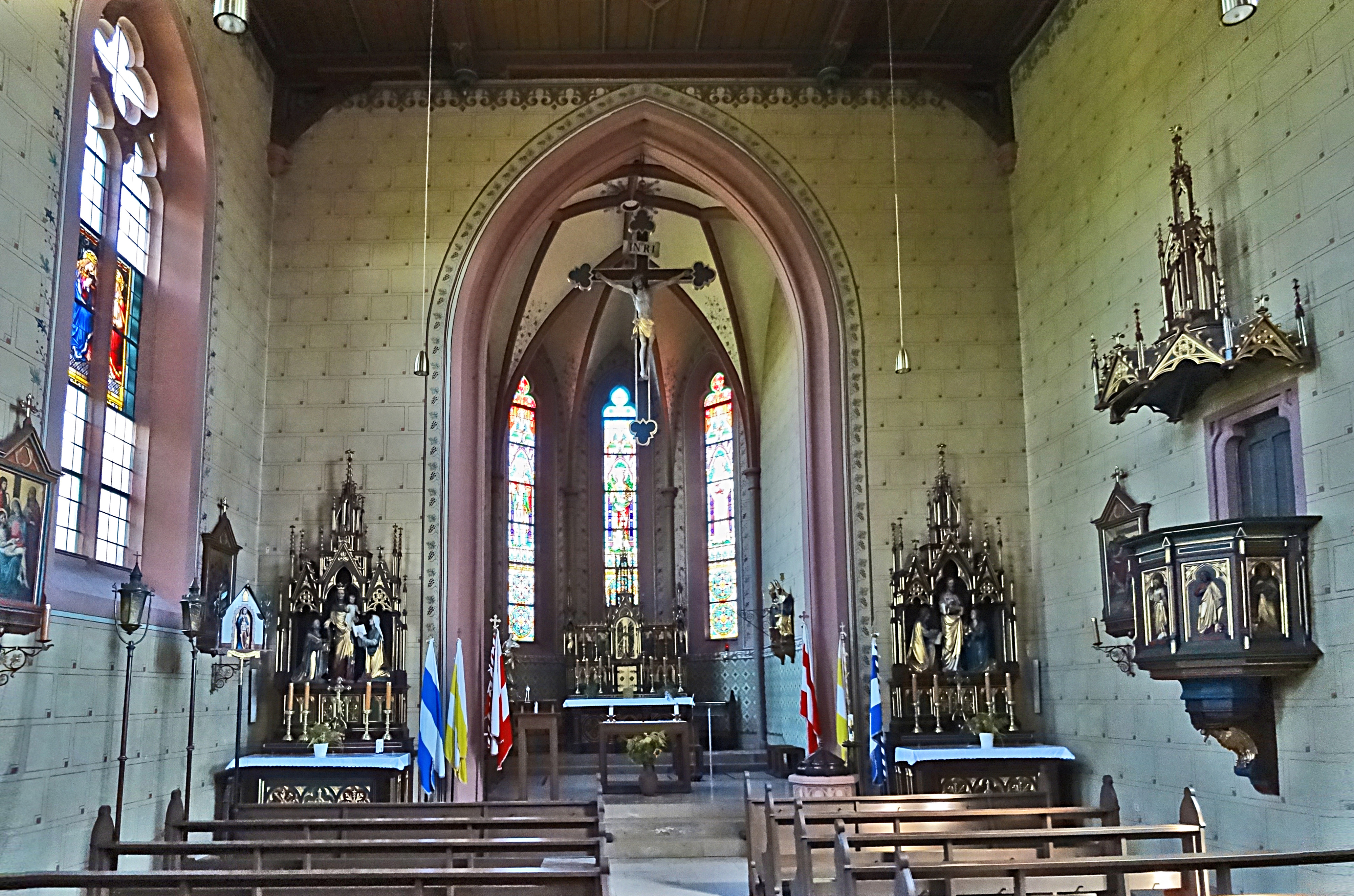
Blick zum Chor

Niederlauer hatte schon vor der Reformation eine kleine Kirche an der heutigen Stelle. Sie wurde vom Kloster Maria Bildhausen versorgt. Im Jahr 1559 evangelisch-lutherisch geworden, wurde das Dorf 1583 nach Besitzergreifung durch das Hochstift Würzburg wieder katholisiert. Im Jahr 1601 erhob Fürstbischof Julius Echter von Mespelbrunn Niederlauer zur Pfarrei. Im Jahr 1612 ließ derselbe Fürstbischof an der alten Kirche den Kirchturm errichten. Die heutige Kirche entstand 1888 im neugotischen Stil. Im Jahr 1975 wurde die Kirche renoviert. 

## Beschreibung
Der gewölbte Chor mit Fünfachtelschluss wird südlich vom Kirchturm mit spitzem Helm und vier Ecktürmchen flankiert. Die Schallfenster des Kirchturms sind spitzbogig. Dem Kirchturm steht ein achteckiger Treppenturm zur Seite. Das flachgedeckte Langhaus besitzt vier Fensterachsen. Die Fenster von Chor und Langhaus sind spitzbogig mit Maßwerk. Die Rückwand des Langhauses wird über der Empore von einer Rosette durchbrochen.

## Ausstattung

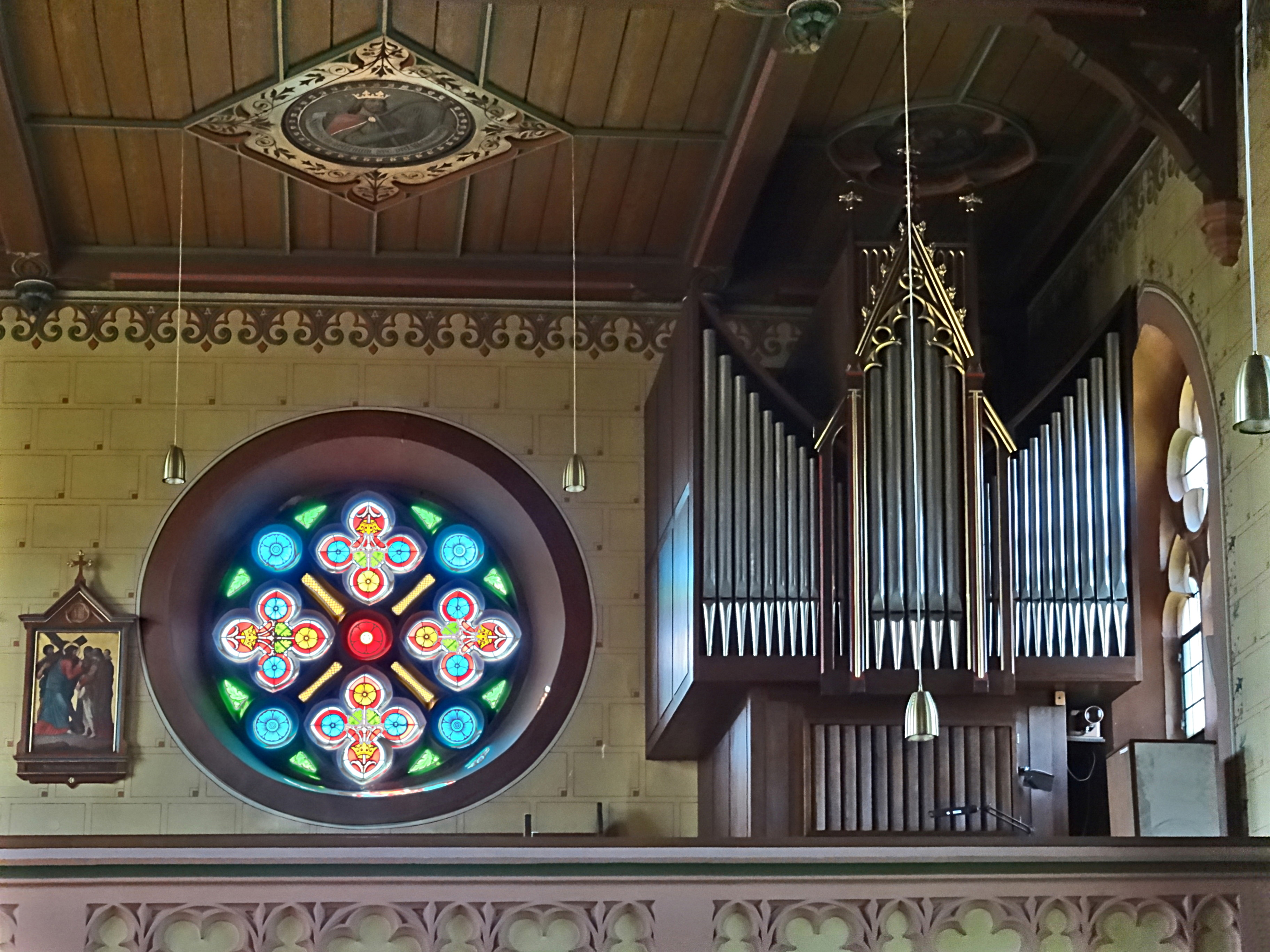
Hey-Orgel und Rosettenfenster

Die Ausstattung der Kirche ist gleichfalls neugotisch. Links vom Hochaltar ist eine weibliche Figur aufgestellt, vielleicht die Immaculata oder – im Zusammenhang mit der Kirchenpatronin Katharina – die heilige Margareta. Im spitzen Chorbogen hängt ein großes Kruzifix. An den Seitenaltären befinden sich Figuren der Muttergottes (links) und von Jesus Christus (rechts), beide mit Seitenfiguren. An der Kanzel sind Figuren der vier Evangelisten angebracht. An der gleichen (südlichen) Wand wie die Kanzel erkennt man in einer Nische eine Kreuzigungsgruppe sowie weiter hinten eine Darstellung der Heiligen Familie. An der nördlichen Wand befindet sich in einer weiteren Nische die Figur der Kirchenpatronin Katharina mit dem zerbrochenen Rad.
Die Orgel mit 18 Registern, verteilt auf 2 Manuale und Pedal, wurde 1976 von Orgelbaufirma Hey gebaut.